# Russula queletii
Russula queletii Fr., Mém. Soc. Émul. Montbéliard, Sér. 2 1: 185 (1872)

## Descrizione della specie
Cappello
Carnoso, compatto; prima convesso poi emisferico e piano-depresso; colore bruno-porpora o bruno-viola; cuticola viscosa a tempo umido, difficilmente separabile; margine arrotondato, con striature radiali; 5-7 cm di diametro.
Lamelle
Fragili, fitte, sottili, uguali, con qualche lamellula, da bianco a crema, appena aderenti al gambo.
Gambo
Sodo, pieno, cilindrico, talvolta attenuato verso l'alto; più o meno intensamente violaceo.
Carne
Bianca, concolore al cappello sotto la cuticola.
- Odore: fruttato.
- Sapore: acre.

Spore
8-10 x 7-9 µm, bianche in massa, ovoidali.

## Habitat
Cresce sotto conifere, nel tardo autunno.

## Commestibilità
Non commestibile per via del sapore acre.

## Etimologia
Dal latino queletii = di Quélet, dal nome e in onore del micologo francese Quélet.

## Sinonimi e binomi obsoleti
- Russula drimeia var. queletii (Fr.) Rea, Brit. Basidiom.: 467 (1922)
- Russula flavovirens J. Bommer & M. Rousseau, Flora myc. Belg., Suppl. 1: 58 (1887)
- Russula queletii var. flavovirens (J. Bommer & M. Rousseau) Maire